# HD23607
HD23607 є хімічно пекулярною зорею спектрального класу
A4 й має видиму зоряну величину в смузі V приблизно  8,3.